# Германчук Петро Кузьмович
Петро́ Ку́зьмович Германчу́к (14 березня 1952 — 28 червня 2012) — український економіст, державний і політичний діяч. Народний депутат України 2-го скликання (1996—1998). Міністр фінансів України (1994—1996). Заслужений економіст України (1999).

## Біографія

Могила Петра Германчука, Байкове кладовище

Народився 14 березня 1952 року в селі Андріївка Макарівського району Київської області. У 1977 році закінчив Київський інститут народного господарства, фінансово-економічний факультет.
З 08.1969 — працював слюсарем заводу «Точелектроприлад», Київ. З 05.1970 — служба в армії. З 06.1972 — слюсар-складальник заводу «Червоний екскаватор», Київ.
У 1972—1977 — студент Київського інституту народного господарства. З 08.1977 — економіст штатного відділу, З 01.1979 — старший інспектор з впровадження передового досвіду роботи
З 09.1979 — старший економіст відділу державних доходів, З 01.1982 — старший економіст, З 08.1982 — начальник відділу фінансування сільського господарства фінансового відділу виконкому Київської облради народних депутатів.
З 05.1985 — начальник відділу фінансування сільського господарства, З 11.1985 — заступник начальника управління — начальник бюджетного відділу, фінуправління виконкому Київської облради народних депутатів.
З 02.1990 — начальник зведеного відділу фінансів і грошового обігу Міністерства фінансів УРСР. З 07.1991 — начальник управління грошового обігу і цінних паперів.
З 02.1992 — заступник Міністра фінансів України, З 07.1993 — 1-й заступник Міністра фінансів України, З 07.1994 по 06.1996 — Міністр фінансів України, З 11.1997 по 07.2001 — 1-й заступник Міністра фінансів України. Радник Прем'єр-міністра України (06.1996-01.97).
З 26 липня 2001 по 22 лютого 2005 — Голова Головного контрольно-ревізійного управління України.
Помер у 60-річному віці 28 червня 2012 року. Похований разом з сином на Байковому кладовищі (ділянка № 49а, 50°24′59.27″ пн. ш. 30°30′6.64″ сх. д. / 50.4164639° пн. ш. 30.5018444° сх. д.).

## Громадська діяльність
Член Ради національної безпеки при Президентові України; член Ради з питань економічних реформи при Президентові України (з 12.1994); член Ради роботи з кадрами при Президентові України (07.1995-02.97); член Валютно-кредитної ради Кабінету Міністрів України (з 09.1995); член Комісії з питань інформаційної безпеки (02.1998-07.2000); член спостережних рад: ДАК «Українські поліметали» (з 10.2000), ВАТ «Державний ощадний банк України» (з 10.2000), АТ «Укрнафта» (з 04.1999); член наглядової ради Українського фонду соціальних інвестицій (05.2000); член Української частини Комітету з питань співпраці між Україною та ЄС (з 08.2000); член Комісії з питань житлової політики (04.1999-11.2001); член Координаційного комітету боротьби з корупцією та організованою злочинністю при Президентові України (09.2001-02.05); голова біржового комітету Української міжбанківської валютної біржі (з 09.1998); член Державної комісії з проведення в Україні адміністративної реформи (з 07.2001); радник Прем'єр-міністра України на громадських засадах (11.2006-12.07).

## Парламентська діяльність
Народний депутат України 2 скликання 03.1996-04.1998, Старовижівський виборчий округ N 72, Волинська область. Член Комітету з питань економічної політики та управління народним господарством (з 10.1996). Член фракції «Соціально-ринковий вибір».

## Нагороди та відзнаки
- Державний службовець 1-го ранґу (квітень 1994)[4].
- Заслужений економіст України (серпень 1999)[5].
- Знак Державної служби України «За сумлінну працю» (2000).
- Орден «За заслуги» II ступеня (червень 2008)[6], I ступеня (серпень 2011)[7].
- Міжнародний орден Святого Станіслава III ступеня[8].